# Voxeværk - kap. 1 & 2
|  | Denne artikel er oprettet af botten Steenthbot ud fra en ekstern database. Den kan derfor have sproglige fejl eller mangler. Denne skabelon kan fjernes efter kontrol af indholdet. |

Voxeværk - kap. 1 & 2 er en dansk børnefilm fra 2015 instrueret af Mie Skjoldemose Jakobsen.

## Handling
Voxeværk - kap. 1 og 2 skildrer to situationer i den unge Annas liv, der er skelsættende for hendes forhold til forældrene. Filmen er i høj grad en visuel, men også lydmæssig og musikalsk oplevelse med æstetiske elementer fra musikvideoen.

## Medvirkende
- Vigga Rose Karmark Nørgaard
- Nina Therese Rask
- Julie Brochorst Andersen
- Oscar Dyekjær Giese